# Pointe Sommeiller
Pour les articles homonymes, voir Sommeiller.
La pointe Sommeiller (en italien punta Sommeiller) est une montagne de 3 332 ou 3 333 mètres d'altitude dans les Alpes à la frontière entre la France et l'Italie.

## Géographie

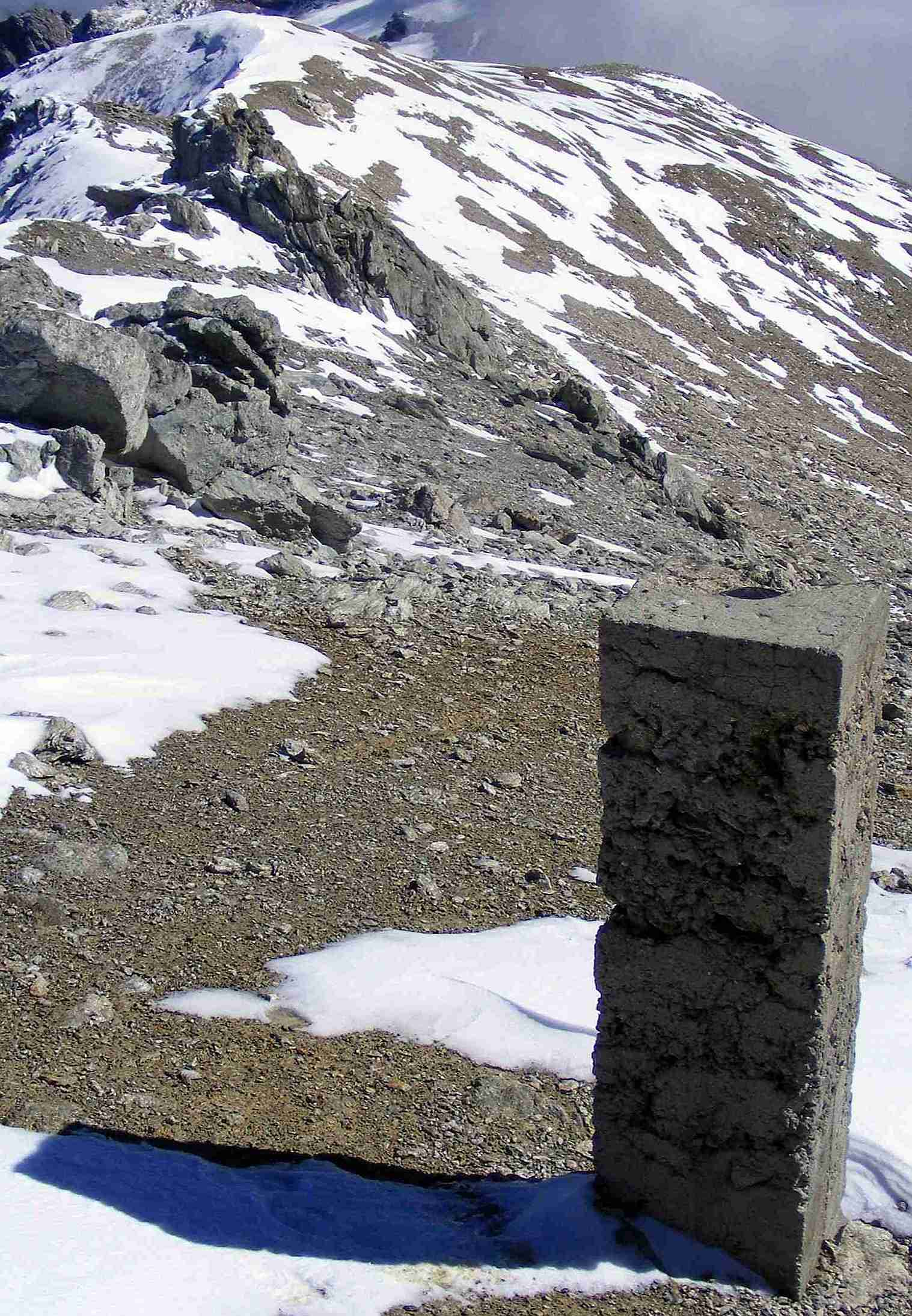
Le repère géodésique IGM du sommet.

Elle se trouve dans le massif du Mont-Cenis, entre le val de Suse en Italie et la Haute-Maurienne en France. Administrativement la montagne est partagée entre les communes de Bramans (France), de Bardonnèche et d'Exilles (Italie). Sur le sommet se situe un point géodésique de l'Institut géographique militaire italian (IGM).

## Géologie
Formé dans le prolongement de la Vanoise cristalline qui représente la partie orientale du massif de la Vanoise, la pointe Sommeiller est constituée principalement de schistes verts, micaschistes, gneiss et quartzites.

## Ascension
On peut l'atteindre par le col nord des Fourneaux (3 159 m, reliant Exilles et Bardonnèche) et l'arête sud.